# Entraigues-sur-la-Sorgue
 Entraigues-sur-la-Sorgue  es una población y comuna francesa, en la región de Provenza-Alpes-Costa Azul, departamento de Vaucluse, en el distrito de Carpentras y cantón de Carpentras-Sud.
Está integrada en la Communauté d'agglomération du Grand Avignon.

## Demografía
| 900 | 940 | 960 | 1 228 | 1 691 | 1 613 | 1 927 | 2 051 | 2 124 | 2 122 | 2 225 | 2 308 | 2 057 | 1 912 | 1 940 | 1 923 | 1 802 | 1 905 | 2 291 | 2 468 | 2 069 | 2 367 | 2 474 | 2 303 | 2 277 | 2 467 | 2 608 | 3 357 | 4 900 | 5 335 | 5 788 | 6 612 | 7 095 | 7 473 |
| Para los censos de 1962 a 1999 la población legal corresponde a la población sin duplicidades (Fuente: INSEE [Consultar]) |     |     |       |       |       |       |       |       |       |       |       |       |       |       |       |       |       |       |       |       |       |       |       |       |       |       |       |       |       |       |       |       |       |

## Ciudades hermanadas
Entraigues-sur-la-Sorgue está hermanada con las siguientes ciudades:
- Fossombrone, Marcas, Italia, desde el 15 de octubre de 1988